# میتسونوری یاماو
میتسونوری یاماو (ژاپنی: 山尾 光則؛ زادهٔ ۱۳ آوریل ۱۹۷۳) بازیکن فوتبال اهل ژاپن است.
از باشگاه‌هایی که در آن بازی کرده‌است می‌توان به باشگاه فوتبال یوکوهاما، باشگاه فوتبال توکیو، باشگاه فوتبال ناگویا گرامپوس، و باشگاه فوتبال سرزو اوساکا اشاره کرد.